# Minas Geraislooftiran
De Minas Geraislooftiran (Phylloscartes roquettei) is een zangvogel uit de familie tirannen (Tyrannidae).

## Vondst en naamgeving
Het holotype (MNRJ 12628) werd in Brejo do Amparo nabij de Braziliaanse gemeente Januária op 3 juli 1926 verzameld. Op basis van het holotype beschreef de Duitse ornithologe Maria Emilie Snethlage in 1928 de typesoort Phylloscartes roquettei. Zij noemde deze soort Phylloscartes roquettei ter ere van de Braziliaanse etnoloog Edgar Roquette-Pinto. Het verzamelde holotype werd gedeponeerd in de collectie het Nationaal Museum van Brazilië.
De Braziliaanse naam luidt Cara-dourada, hetgeen goudkleurig gezicht betekent.

## Kenmerken
De Minas Geraislooftiran bereikt een lengte van circa 12 centimeter. Het is een kleine vogel met een groene bovenzijde en een voornamelijke gele onderzijde. De onderzijde is lichtgeel met gele middenstrep. De voorhoofd is lichtrood. De vleugels zijn olijfgroen met lichtgele strepen. Verder wordt deze vogel gekenmerkt door een lange smalle staart.

## Verspreiding en leefgebied
Deze vogel is endemisch in Brazilië en komt daar enkel voor in de staten Minas Gerais en Bahia.
De natuurlijke habitat bestaat onder andere uit tropische of subtropische droge bossen en galerijbossen langs de rivier São Francisco. De habitats liggen in de biomen Caatinga, Cerrado en Mata Atlântica.

## Voeding
De Minas Geraislooftiran voedt zich onder andere met kleine vruchten.

## Status
De soort wordt bedreigd door habitatverlies. De grootte van de populatie werd in 2016 door BirdLife International geschat op 1500 tot 7000 individuen. De leefgebieden worden ontbost waarbij natuurlijk bos wordt gekapt en omgezet in gebied voor geïrrigeerde landbouw of beweiding. Verder is er de winning van houtskool en worden steengroeves aangelegd voor de constructie van infrastructuur waardoor leefgebieden versnipperen, waardoor de populaties in aantal afnemen. Om deze redenen staat de Minas Geraislooftiran als bedreigd op de Rode Lijst van de IUCN.